# 辺見務
辺見 務（へんみ つとむ、1972年10月17日 - ）は、日本の俳優である。宮城県出身。身長174cm、体重57kg、バスト86cm、ウェスト72cm、ヒップ86cm、靴サイズ26cm。東北学院大学経済学部経済学科卒業。趣味は料理、ギター、ビリヤード。特技はアクション/殺陣。ネオ・エージェンシー所属。IQ150所属。第6回ジュノン・スーパーボーイ・コンテスト入賞
　　　　　　

## 出演歴

### テレビ

#### テレビ朝日
- 金曜ナイトドラマ 特命係長 只野仁 - 藤本 役
- 松本清張 黒革の手帖 第7話
- 恋は戦い!
- 逮捕しちゃうぞ
- はみだし刑事情熱系V
- はぐれ刑事純情派スペシャル
- 独身3!! - イケメン医師 役
- 特捜戦隊デカレンジャー第16話 - 隊員 役

##### 仮面ライダーシリーズ
- 仮面ライダー555
- 仮面ライダーアギト
- 仮面ライダークウガ

#### TBS系列
- 日本のこわい夜
- 夢で逢いましょう
- 太陽と雪のかけら
- 嫌われ松子の一生第2話 - パーラーの客 役
- 愛の劇場 結婚式へ行こう!第6話 - 星野悟 役
- 高原へいらっしゃい
- 月曜ミステリー劇場 示談交渉人甚内たま子裏事件ファイル

##### ウルトラシリーズ
- ウルトラマンガイア第22話
- ウルトラマンコスモス

#### フジテレビ系列
- ラブコンプレックス第2話 - 篠田圭一郎の友人 役
- ブスの瞳に恋してる第3話 - スタッフ 役
- 美女か野獣
- 恋愛偏差値第一章,第2話
- 春ランマン
- アットホーム・ダッド第11話
- 今週、妻が浮気します第8話 - ニセ今妻男/喫茶店で蟻田が見かける男 役

#### 日本テレビ系列
- D-TODAY 恋愛裁判
- Shin-D OLポリス2
- 天使が消えた街
- CAとお呼びっ! - 秋本光彦の秘書 役
- 探偵学園Q
- anego第2,6,8話 - 沢木の秘書 役
- ごくせん2,第9話 - 小田切信也の部下 役
- サイコドクター第8話 - ひろみの元彼 役

#### テレビ東京系列
- ウルトラQ dark fantasy第1話
- 牙狼-GARO-第6話 - 岸谷 役
- 女と愛とミステリー 小樽運河殺人案内2 25時13分の首縊り - 羽山丈彦 役

#### NHK
- 人生はフルコース第1話 - 「天鴎ホテル」レストランのサービス係 役
- 虹色定期便佐渡篇
- 精霊流し〜あなたを忘れない〜

### 映画
- Seventh Anniversary
- SAMOURAIS
- OKITE〜掟
- 仮面学園

#### Vシネマ
- 東京フレンズ
- 鯨道1,2,7,8,13
- 義戦〜昇龍篇
- 侠道3,4
- 流血の仁義

### CM
- オルフィス
- 中国セルラーフォン cdmaOne
- ジュピターテレコム
- 日本郵政公社 ゆうパック 思い込みを正そう篇 - 職員 役

### インターネット
- 19borders（GyaO） - 弁当屋の客 役

### 舞台
- 夢幻少女－可憐な少女よしえに捧ぐ－（IQ150）